# Synallaxis courseni
Synallaxis courseni là một loài chim trong họ Furnariidae.